# Последователно зарядно оръжие
Последователно разположените заряди в преднопълнещо оръжие са развитие на фойерверка „римска свещ“ като в случая обтурацията на всеки заден проектил предпазва от запалване на неговия заряд от предния и се явява праобраз на многозарядното оръжие, в съвремието реализирано от Австралийската компания „Метъл сторм“.
Проекти използващи последователни заряди, се появяват периодично в историята на огнестрелните оръжия, въпреки че са срещали ограничен успех. Винаги са били с проблеми, свързани с прорив на газове между последователните заряди, които могат да доведат до спукване на цев и нараняване на потребителя.
|  | Тази страница частично или изцяло представлява превод на страницата Superposed load в Уикипедия на английски. Оригиналният текст, както и този превод, са защитени от Лиценза „Криейтив Комънс – Признание – Споделяне на споделеното“, а за съдържание, създадено преди юни 2009 година – от Лиценза за свободна документация на ГНУ. Прегледайте историята на редакциите на оригиналната страница, както и на преводната страница, за да видите списъка на съавторите. ВАЖНО: Този шаблон се отнася единствено до авторските права върху съдържанието на статията. Добавянето му не отменя изискването да се посочват конкретни източници на твърденията, които да бъдат благонадеждни. |